# پرویز مظلومی
پرویز مظلومی تنگستانی (زاده ۲۶ شهریور ۱۳۳۳ در آبادان) بازیکن سابق و سرمربی سابق فوتبال اهل ایران است. او برادر کوچک‌تر غلامحسین مظلومی می‌باشد.

## بازی
مظلومی در جریان جام تخت جمشید ۱۳۵۶ برای تیم تراکتورسازی ۹ گل زد و به تیم ملی در آن سال دعوت شد و در جام تخت جمشید ۱۳۵۷ برای تیم تاج (استقلال کنونی) هفت گل زد. او در سال‌های حضور خود در استقلال مجموعاً ۷۲ گل برای این تیم به ثمر رساند. در پر تماشاچی‌ترین بازی استقلال و پرسپولیس در سال ۱۳۶۲ در ورزشگاه آزادی که حدود ۱۲۰ هزار نفر شاهد این دیدار بودند استقلال با تک گل پرویز مظلومی ۱–۰ به پیروزی رسید. مظلومی این گل را در نیمه دوم بازی و از روی سانتر جعفر مختاریفر به ثمر رساند. او در سال ۱۳۶۶ پس از فرشاد پیوس با ۹ گل دومین گلزن فوتبال تهران شد.

## مربیگری
پرویز مظلومی به مدت ۹ سال دستیار منصور پورحیدری در استقلال بود. در سال‌های بعد سرمربی تیم‌های صنعت نفت آبادان، مس کرمان، صبای قم (در آن زمان نام باشگاه صباباتری بوده‌است)، ابومسلم مشهد (در این سال عنوان بهترین تیم شهرستانی لیگ را کسب کرد) و استقلال اهواز بود. او در سال ۲۰۰۷ بازی‌های غرب آسیا، به عنوان سرمربی در کنار مارکار آقاجانیان به هدایت تیم ب ایران پرداخت و این تیم را که از بازیکنان کم‌تجربه‌ای چون خسرو حیدری بهره می‌برد، قهرمان جام غرب آسیا کرد. در لیگ هشتم (سال ۸۷–۸۸) به همراه تیم مس کرمان در رتبهٔ سوم لیگ برتر ایران ایستاد و این تیم را روانهٔ لیگ قهرمانان آسیا کرد. پس از چند هفته از شروع لیگ نهم از مس کرمان جدا شد و بعد از آن در مقطع کوتاهی نیز هدایت باشگاه ابومسلم مشهد را به‌عهده داشت.

### استقلال تهران

#### فصل ۸۹–۹۰
وی توانست در اولین حضور خود با این تیم عنوان نایب قهرمانی دهمین دورهٔ لیگ برتر ایران را با یک امتیاز کمتر کسب کند. مظلومی در حالی تیم را تحویل گرفت که دو بازیکن اصلی تیم (خسرو حیدری و جانواریو) به سپاهان پیوسته بودند و استقلال هم از لحاظ مالی و هم از لحاظ بازیکنان در مضیقه بود. در زمان باقی‌مانده تا شروع فصل استقلال چند بازیکن شاخص مانند میلاد میداوودی، ایمان مبعلی، و اسماعیل شریفات را در اختیار گرفت تا آمادهٔ حضور در لیگ شود. در این فصل مظلومی در بازی رفت و برگشت تیم پرسپولیس را با نتایج مشابه ۱–۰ شکست داد و از سوی هوادارن لقب پرویز رفت و برگشت را دریافت کرد.

#### فصل ۹۰–۹۱
در تاریخ ۲۵ شهریور ۱۳۹۰ استقلال به سرمربیگری پرویز مظلومی موفق شد برای سومین بار متوالی پرسپولیس رقیب دیرینه‌اش را ۲–۰ شکست دهد و مظلومی اوّلین مربی در تاریخ فوتبال ایران است که به چنین رکوردی دست یافته‌است. همچنین در تاریخ ۱۸ آذرماه سال ۱۳۹۰ برای بار چهارم نیز موفق به شکست پرسپولیس بانتیجه ۳–۰ در دربی هفتاد و سوم شد. مظلومی در دقایق پایانی دربی هفتاد و چهارم نیز از پرسپولیس ۲-۰ جلو و درحال کسب پنجمین برد مقابل پرسپولیس بود؛اما به لطف هت تریک ده دقیقه ای امون زاید،رکورد شکست ناپذیری او در مقابل پرسپولیس در این دربی با شکست ۲-۳ در ۱۳بهمن۱۳۹۰ از بین رفت.
او در تاریخ ۲۵ اسفند ۱۳۹۰ با شکست دادن شاهین بوشهر در ضربات پنالتی توانست استقلال را قهرمان جام حذفی کند. او دراقدامی نمادین قهرمانی جام حذفی را به روح ناصر حجازی تقدیم کرد. در این فصل استقلال با ۵۸ گل زده بهترین خط حمله لیگ را داشت و با اختلاف یک امتیاز نسبت به قهرمان و یک گل کمتر نسبت به تیم دوم، به مقام سومی در لیگ دست یافت.

#### فصل ۹۴–۹۵
پرویز مظلومی در اواسط فصل نقل و انتقالات هدایت استقلال تهران را دوباره برعهده گرفت و قراردادی سه ساله به ارزش ۷۰۰ میلیون تومان بست. او در سال اول وعده کسب سهمیه آسیا و در سال دوم کسب قهرمانی لیگ و در سال سوم وعده سه‌گانه داده‌است (قهرمانی در لیگ برتر ایران، جام حذفی ایران و لیگ قهرمانان آسیا). در صورت انجام ندادن یکی از این تعهدات باشگاه مجاز به فسخ با اوست.
او پس از باخت 4-2 مقابل پرسپولیس و 2-3 مقابل تراکتورسازی (به هدایت امیر قلعه نویی) و باخت در فینال جام حذفی به ذوب آهن که منجر به از دست رفتن دو جام خوشرنگ شد از استقلال اخراج شد.

### استیل‌آذین زاگرس
مظلومی به دنبال جدایی تارتار از تیم استیل‌آذین زاگرس، در تاریخ ۱۸ مهر ۱۳۹۱ به عنوان سرمربی این تیم انتخاب شد. اما پس از گذشت کمتر از یک هفته و بدون نشستن روی نیمکت مربی‌گری تیم، به‌دلیل آنچه وی حل نشدن مسئله مالکیت جدید و مشکلات مالی تیم عنوان کرد، از این تیم جدا شد.

### آلومینیوم هرمزگان
در تاریخ ۲۳ بهمن ۱۳۹۱، باشگاه فوتبال آلومینیوم هرمزگان ضمن برکناری اکبر میثاقیان، مظلومی را به عنوان سرمربی جدید این تیم معرفی کرد.

### مس کرمان
در حالی که نیم فصل اوّل لیگ برتر فوتبال ایران در سال ۹۳–۱۳۹۲ به اواخر خود نزدیک می‌شد، باشگاه بحران‌زده مس کرمان که در انتهای جدول به سرمی‌برد، پس از عدم نتیجه‌گیری با محمود یاوری، در تاریخ ۲۷ شهریور ۱۳۹۲، پرویز مظلومی را سرمربی خود اعلام کرد.

## آمار مربیگری
آخرین بروزرسانی:۲۹ مه ۲۰۱۶
| تیم                             | از              | تا              | نتایج | نتایج | نتایج | نتایج | نتایج  | نتایج    | نتایج | نتایج |
| تیم                             | از              | تا              | بازی  | برد   | مساوی | باخت  | گل زده | گل خورده | +/-   | برد % |
| ------------------------------- | --------------- | --------------- | ----- | ----- | ----- | ----- | ------ | -------- | ----- | ----- |
| باشگاه فوتبال صبای قم           | ۱ ژوئن ۲۰۰۲     | ۱۹ مه ۲۰۰۴      | ۶۰    | ۲۹    | ۲۰    | ۱۱    | ۸۶     | ۵۳       | ۳۳+   | ۰۴۸   |
| باشگاه فوتبال صنعت نفت آبادان   | ۲ ژوئیه ۲۰۰۵    | ۱۹ ژوئیه ۲۰۰۶   | ۲۲    | ۱۱    | ۵     | ۶     | ۲۷     | ۱۴       | ۱۳+   | ۰۵۰   |
| تیم ملی فوتبال ب ایران          | ۱۵ ژوئن ۲۰۰۷    | ۱۵ ژوئیه ۲۰۰۷   | ۴     | ۳     | ۱     | ۰     | ۵      | ۱        | ۴+    | ۰۷۵   |
| باشگاه فوتبال ابومسلم خراسان    | ۱ ژوئیه ۲۰۰۷    | ۳ فوریه ۲۰۰۸    | ۲۴    | ۸     | ۸     | ۸     | ۱۸     | ۱۷       | ۱+    | ۰۳۳   |
| باشگاه فوتبال مس کرمان          | ۱ ژوئیه ۲۰۰۸    | ۳۰ نوامبر ۲۰۰۹  | ۵۱    | ۲۲    | ۱۴    | ۱۵    | ۸۱     | ۶۹       | ۱۲+   | ۰۴۳   |
| باشگاه فوتبال استقلال تهران     | ۱۳ ژوئن ۲۰۱۰    | ۱ ژوئن ۲۰۱۲     | ۹۵    | ۵۱    | ۲۷    | ۱۷    | ۱۶۳    | ۹۹       | ۶۴+   | ۰۵۴   |
| باشگاه فوتبال آلومینیوم هرمزگان | ۱۲ فوریه ۲۰۱۳   | ۱۸ سپتامبر ۲۰۱۳ | ۹     | ۲     | ۴     | ۳     | ۱۰     | ۱۶       | ۶−    | ۰۲۲   |
| باشگاه فوتبال مس کرمان          | ۱۸ سپتامبر ۲۰۱۳ | ۲۲ ژانویه ۲۰۱۴  | ۱۷    | ۴     | ۸     | ۵     | ۲۳     | ۲۶       | ۳−    | ۰۲۴   |
| باشگاه فوتبال استقلال تهران     | ۲۰ ژوئن ۲۰۱۵    | ۱ ژوئن ۲۰۱۶     | ۳۴    | ۱۷    | ۱۳    | ۴     | ۶۴     | ۳۲       | ۳۲+   | ۰۵۰   |
| مجموع                           | مجموع           | مجموع           | ۳۱۷   | ۱۴۷   | ۱۰۱   | ۶۹    | ۴۷۹    | ۳۲۳      | ۱۵۶+  | ۰۴۶   |